# Håkan Larsson (vinskribent)
Håkan Larsson, född 1953, är en svensk vinskribent.
Han har gett ut ett antal böcker om vin, eller vin och mat i kombination. Tillsammans med Bengt-Göran Kronstam är han redaktör för Allt om vin.